# Sofía Moscoso de Altamira
Sofía Moscoso de Altamira, (in spagnolo: Sofía Moscoso de Altamira Taboada) (Ferrol, 18 gennaio 1818 – Madrid, 4 aprile 1869), è stata una nobildonna spagnola.

## Biografia
Era l'unica figlia di José María Moscoso de Altamira, I conte di Fontao, e di sua moglie, María Antonia Taboada.

## Matrimonio
Sposò, contro il volere paterno, nel 1843 a La Coruña, il colonnello José Moreno Sopranís Daoiz, figlio di José Moreno Daoiz e cugino di Luis Daoíz, eroe della Rivolta del due di maggio. Ebbero due figli:
- Alfredo Moreno Moscoso de Altamira, III conde de Fontao (1843-1921), sposò María de los Dolores Osorio Chacón, ebbero due figli: José Moreno Osorio e Alfredo Moreno Osorio
- Elisa Moreno Moscoso de Altamira (1847-1912), sposò José Falguera Lasa, conte di Santiago di Cuba, ebbero una figlia.